# Villacidro
Villacidro (sardinsky: Biddade Cidru, Biddexìdru) je italská obec (comune) v provincii Sud Sardegna v regionu Sardinie. Nachází se ve výšce 267 metrů nad mořem a má přibližně 13 tisíc obyvatel. Rozloha obce je 183,48 km².